# Gokenin

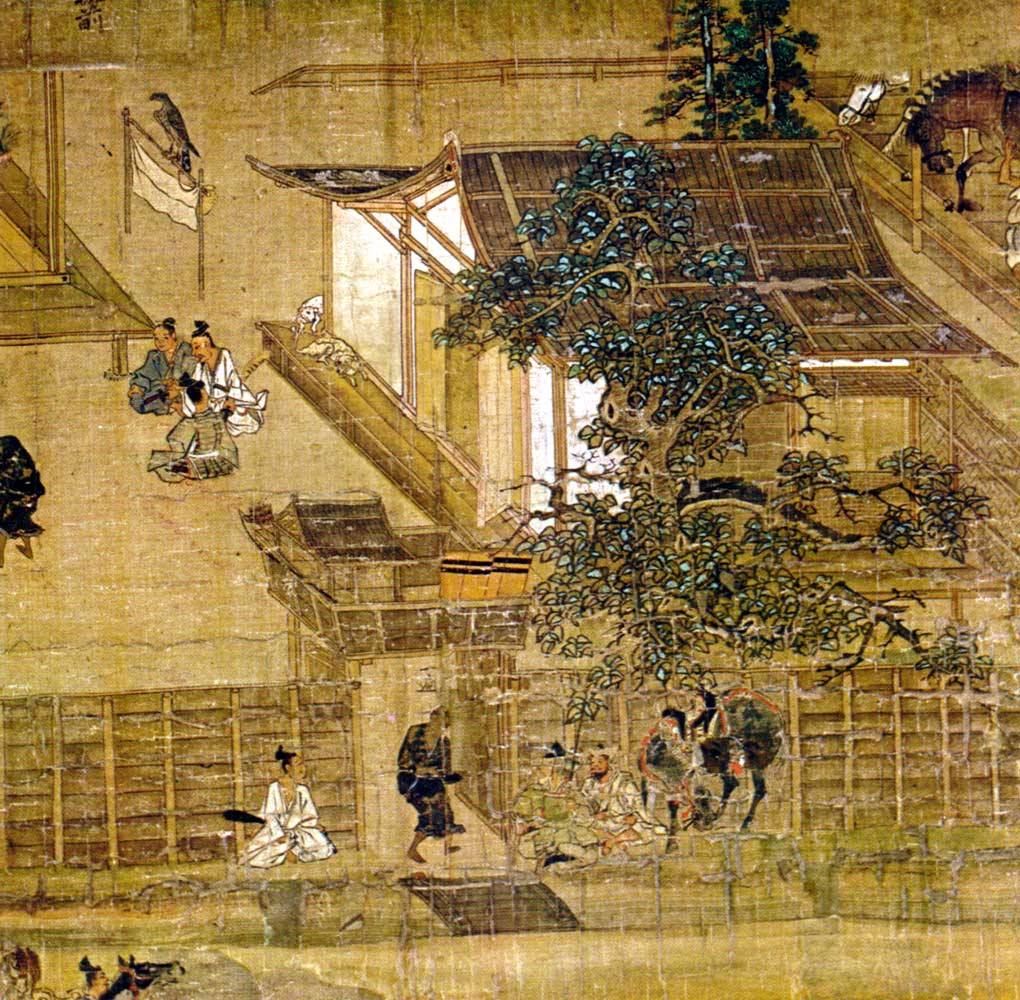
Nhà của một gokenin

Gokenin (御家人 (Ngự gia nhân)) là một danh xưng chư hầu của Mạc phủ Kamakura và Muromachi. Để đổi lấy sự bảo vệ và quyền trở thành shugo hoặc jitō, trong thời bình, các gokenin có nhiệm vụ bảo vệ triều đình và Mạc phủ Kamakura, trong thời chiến phải huy động quân đội bản bộ chiến đấu dưới quyền chỉ huy thống nhất của shōgun. Từ giữa thế kỷ XIII, các gokenin dần trở thành lãnh chúa trên thực tế (de facto) trên lãnh địa mà họ quản lý, gồm cả quyền truyền lại ngôi vị, dẫn đến hậu quả là việc phân chia lãnh địa và làm suy yếu Mạc phủ. Tầng lớp gokenin đã không còn là một lực lượng đáng kể trong thời Muromachi và dần được thay thế bởi các daimyō. Trong thời kỳ Edo, danh xưng này cuối cùng được dùng để chỉ một chư hầu trực tiếp của shōgun, nhưng có địa vị dưới một omemie (御目見), có nghĩa là họ không có quyền tấu trình trực tiếp với đối với shōgun.

## Từ nguyên
Các thuật ngữ gokenin và kenin có liên quan về mặt từ nguyên nhưng có ý nghĩa rất khác nhau. Nhầm lẫn có thể xảy ra bởi vì trong các văn bản, đôi khi hậu tố này được dùng cùng với các kính ngữ -go (御) làm tiền tố (go + kenin). Theo hệ thống thể chế ritsuryō, một kenin ("gia nhân") là một người được xem là tài sản hợp pháp của một gia tộc, có thể được thừa kế nhưng không được bán và không giống như nô lệ, vẫn có một số quyền nhất định. Ví dụ, bản kiểm kê tài sản của một ngôi đền đề cập đến 13 kenin, trong số đó có bốn phụ nữ.
Từ đầu thời Trung cổ Nhật Bản, mối quan hệ giữa lãnh chúa và chư hầu có xu hướng, ngay cả khi không có quan hệ huyết thống thực sự, được coi là một ràng buộc tổ tiên, mà mỗi bên được thừa hưởng quyền và nghĩa vụ của thế hệ trước. Cả hai bên đều khơi gợi về mối quan hệ họ hàng, do đó việc sử dụng thuật ngữ gokenin, tiền tố "go-" biểu thị uy tín đã được thêm vào sau thời Heian. Tầng lớp xã hội này đã phát triển trong thời kỳ Mạc phủ Kamakura dựa trên mối quan hệ cá nhân, giao kết và hợp tác quân sự giữa shōgun và gokenin. Cho đến gần đây, người ta cho rằng shōgun Kamakura Minamoto no Yoritomo đã lập ra khi ông bắt đầu chiến dịch giành quyền lực vào năm 1180. Azuma Kagami, biên niên sử của Mạc phủ, đã sử dụng thuật ngữ này từ những mục đầu tiên của nó. Bằng chứng tài liệu đáng tin cậy đầu tiên về chức vị gokenin chính thức và với vị trí chư hầu thực tế, có từ đầu những năm 1190, và dường như khái niệm chư hầu vẫn còn mơ hồ trong ít nhất thập kỷ đầu tiên của thời kỳ Mạc phủ. Trong mọi trường hợp, vào thời đó, ba vai trò hành chính chính được lập ra bởi Mạc phủ Kamakura (gokenin, shugo và jitō) đều đã tồn tại. Quyền bổ nhiệm họ là cơ sở của quyền lực và tính hợp pháp của Mạc phủ Kamakura.

## Lịch sử

### Sự sụp đổ của Mạc phủ Kamakura
Các gokenin hầu hết là hậu duệ của các cựu chủ trang ấp shōen, nông dân hoặc samurai, những người đã gia nhập quân đội của Minamoto no Yoritomo trong các cuộc chiến chống lại gia tộc Taira. Họ và các samurai đánh thuê đã cung cấp cho shōgun lực lượng quân sự cần thiết. Sau khi giành được chiến thắng, Mạc phủ đã ban thưởng đặc quyền, cho phép các gokenin được quyền thu thuế và cai trị các lãnh địa mà họ được giao phó, nhưng trên danh nghĩa không sở hữu. Do shōgun đã tiếm quyền của Thiên hoàng để bổ nhiệm, nên các gokenin chỉ trung thành với shōgun.
Danh vị gokenin được công nhận trong một nghi lễ tuyên thệ của các chư hầu, trong đó, tên của mỗi gokenin được ghi vào một thanh gỗ gọi là myōbu (名簿 (Danh bạ)). Mạc phủ Kamakura tuy vẫn giữ quyền bổ nhiệm và bãi nhiệm, nhưng thường các gokenin shugo và jitō được hưởng nhiều đặc quyền và được quyền tự thu thuế. Miễn là vẫn trung thành với shōgun, các gokenin có quyền tự chủ đáng kể đối với chính quyền trung ương. Theo thời gian, bởi vì các gokenin hiếm khi bị cách chức, quyền lực và quyền sở hữu đất đai của họ, trên thực tế trở thành một chức vụ cha truyền con nối. Vào cuối thời Mạc phủ, Nhật Bản gần như chỉ là một liên minh của các quốc gia bán tự trị.

### Gokeninvàdaimyō
Sau sự sụp đổ của Mạc phủ Kamakura năm 1333, những thay đổi trong cán cân quyền lực đã buộc Mạc phủ Ashikaga phải cố gắng sửa đổi nền kinh tế và cấu trúc của nhà nước. Quá trình đảo ngược sự phân chia cực đoan lãnh thổ sẽ chiếm vài thế kỷ tiếp theo. Chính quyền trung ương đã cố gắng tiêu diệt các lãnh chúa địa phương và tập trung quyền lực trong tay, nhưng thực tế điều này chỉ làm tăng mức độ thù địch. Việc chiếm giữ cho riêng mình các lãnh địa của gia tộc Hōjou, gia tộc thống trị thực sự của Mạc phủ Kamakura trước đây, của các gokenin đã bị đánh bại, gia tộc Ashikaga đã gia tăng mức kiểm soát trực tiếp lên gần 25% đất nước. Điều này đã làm cho các đồng minh của gia tộc Ashikaga bắt đầu lo sợ cho bản thân và những người thừa kế của họ. Sự hỗn loạn sau đó đã vô tình làm tăng hình bóng của lãnh chúa phong kiến daimyō, mặc dù thuật ngữ này sẽ không được sử dụng rộng rãi trong nửa thế kỷ đầu tiên. Nhiều daimyō là shugo hoặc jitō có chức vị gokenin hoặc thậm chí là quý tộc, nhưng hầu hết là những gương mặt mới đã thay thế thượng cấp của họ. Điều quan trọng, do việc chống lại Mạc phủ Ashikaga đòi hỏi một quyền lực trung tâm mạnh mẽ và sự kế thừa suôn sẻ, trong số đó, quyền thừa kế không còn được chia sẻ rộng rãi, mà được truyền lại trọn vẹn cho một người thừa kế, người thường không có cùng huyết thống trực hệ, mà là một người đầy triển vọng được nhận làm con nuôi và là người thừa kế.

### Hậu kỳ
Vào thời Edo, gokenin là chư hầu cấp thấp nhất của Mạc phủ Tokugawa, bên cạnh hatamoto. Không giống như một hatamoto, một gokenin không thuộc omemie-ijō - nói cách khác, ông ta không được phép tấu kiến trực tiếp đến shōgun.